# Galium schmidii
Galium schmidii är en måreväxtart som beskrevs av Pier Virgilio Arrigoni. Galium schmidii ingår i släktet måror, och familjen måreväxter.
Artens utbredningsområde är Sardinien. Inga underarter finns listade i Catalogue of Life.